# Zygmunt Maszczyk
Zygmunt Paweł Maszczyk (Siemianowice Śląskie, 3 maggio 1945) è un ex calciatore polacco, di ruolo centrocampista.

## Carriera
Con la nazionale polacca ha preso parte ai Mondiali 1974, chiusi al terzo posto.

## Palmarès

### Club
- Campionato polacco: 3

Ruch Chorzów: 1967-1968, 1973-1974, 1974-1975
- Coppa di Polonia: 1

Ruch Chorzów: 1973-1974

### Nazionale
- Oro olimpico: 1

Monaco di Baviera 1972
- Argento olimpico: 1

Montréal 1976

### Individuale
- Calciatore polacco dell'anno: 1

1975